# Armando Almánzar Rodríguez
Armando Almánzar Rodríguez (* 22. Mai 1935 in Santo Domingo; † 12. Juli 2017 ebenda) war ein dominikanischer Schriftsteller und Filmkritiker.
Almánzar zählt neben Schriftstellern wie René del Risco Bermúdez, Miguel Alfonseca und Jeannette Miller zu den Vertretern der Generación del Sesenta. Er begann seine literarische Laufbahn 1963 als Filmkritiker beim Listín Diario und schrieb zeitlebens Artikel über Filme, Rundfunk- und Fernsehsendungen in verschiedenen Zeitschriften der Dominikanischen Republik. 1966 nahm er am Primer Concurso Dominicano de Cuentos der Kulturgesellschaft La Máscara teil und gewann – neben  Abel Fernández Mejía und Miguel Alfonseca – den ersten Preis mit seiner Erzählung El gato.
Im Folgejahr erschien sein erster Erzählband Límite. Zwei seiner Erzählungen erschienen 1969 in der Anthologie Narradores Dominicanos des venezolanischen Verlages Monte Avila neben Werken von Juan Bosch, Hilma Contreras, Virgilio Díaz Grullón, Iván García, Marcio Veloz Maggiolo und anderen, weitere in den 1970er Jahren in der Antología del Cuento Latino-americano Contemporáneo und in Sammlungen wie I Cactus non temono il vento (2000 in Italien) und Cuentos Dominicanos (2001 in Spanien). Neben mehreren weiteren Erzählbänden veröffentlichte Almánzar die Romane Un siglo de sombras (2003), Desconocido en el parque (2007), Vórtice (2009), Tres novelas cortas (2012) und Enigma – Alicia (2014). 2012 wurde er mit dem Premio Nacional de Literatura ausgezeichnet.

## Werke
- Límite, Erzählungen, 1967
- Infancia feliz, Erzählungen, 1978
- Selva de agujeros negros para Chichí ‘La Salsa’, Erzählungen, 1985
- Cuentos en corto metraje, Erzählungen, 1993
- Marcado por el mar, Erzählungen, 1995
- El Elefante y otros relatos extraños, Erzählungen, 1997
- Arquímedes y El Jefe y otros cuentos de la Era, Erzählungen, 1999
- Un siglo de sombras, Roman, 2003
- Concerto Grosso, Erzählungen, 2005
- Desconocido en el parque, Roman, 2007
- Vórtice, Roman, 2009
- Tres novelas cortas, drei Kurzromane, 2012:
  - El Paraiso
  - Francisca Flores
  - Vidas de Otoño
- Cardona... ¡Vuelve!, Erzählungen, 2012
- Una aventura erótica y otros cuentos, Erzählungen, 2013
- Enegma – Alivia, Roman, 2014